# Wilmington, Kent
Wilmington är en ort och civil parish i grevskapet Kent i sydöstra England. Orten ligger i distriktet Dartford, cirka 2 kilometer sydväst om Dartford och cirka 24,5 kilometer sydost om centrala London. Civil parishen hade 7 477 invånare vid folkräkningen år 2021.